# Кудаков, Юрий Дмитриевич
Юрий Дмитриевич Кудаков (род. 1942) — советский и российский композитор и педагог, кандидат педагогических наук (1998), доцент (1994).
Им созданы: музыка к более 25 спектаклям чувашских спектаклей, более 700 сольных и хоровых песен на стихи чувашских и русских поэтов, более 40 песен для детей, более 20 инструментальных сочинений. Автор научных, учебно-методических трудов и пособий, в числе которых «Чувашское народное песенное творчество в формировании эстетической культуры школьников», «Детские музыкальные инструменты в формировании эстетической культуры школьников», «Музыка», «Школьные песни», «Беседы о музыке» и другие. Соавтор двух монографий.

## Биография
Родился 31 октября 1942 года в селе Ходары Шумерлинского района Чувашской АССР в семье колхозника Дмитрия Васильевича, который, будучи заводилой на сельских праздниках, приобщил сына к музыке.
В школе Юрий был участником хора и драматического кружка, где ставились пьесы и музыкально-драматические спектакли известных чувашских драматургов, а также писал стихи и небольшие рассказы. Окончив школу решил посвятить себя музыке и в 1959 году поступил на музыкальное отделение Канашского педагогического училища. Свою первую песню «Серме купас» написал в 1960 году. В 1962 году, по окончании училища Юрий Кудаков был оставлен в нём для педагогической работе — он вел класс баяна на музыкальном, дошкольном и школьном отделениях педучилища и параллельно — уроки пения и музыки в базовой школе.
Решив продолжить своё образование, поступил на музыкально-педагогический факультет Казанского педагогического института (ныне Татарский государственный гуманитарно-педагогический университет). В годы учёбы одновременно работал руководителем ансамбля баянистов профтехобразования города Казани. Окончив вуз, в 1967 году приехал в Чебоксары, где начал преподавать на музыкально-педагогическом факультете Чувашского государственного педагогического института, став здесь впоследствии доцентом. В качестве общественной деятельности выступал на заводах, стройках, сельхозпредприятиях и учебных заведениях Чувашии.
Юрий Дмитриевич Кудаков является членом ассоциации композиторов Чувашской Республики с 1974 года. В 1998 году защитил диссертацию на соискание ученой степени кандидата педагогических наук на тему «Подготовка учителей музыки к формированию эстетической культуры школьников (на примере чувашского народного песенного творчества)».
Родной брат Юрия — Дмитрий Дмитриевич Кудаков, является баянистом-концертмейстером и педагогом.

## Заслуги
- Заслуженный работник культуры Чувашской АССР (1980), Заслуженный деятель музыкального общества Чувашской Республики (1995), Заслуженный работник культуры Российской Федерации (2014)[6].
- Лауреат премии Комсомола Чувашии им. М. Сеспеля (1985).
- Почетный гражданин Шумерлинского района (2002).
- За свою общественную деятельность награждён значком «Отличник культурного шефства над селом» Министерства культуры СССР и ЦК профсоюза работников культуры (1980)[7].